# Matěj Kaiser
Matěj Kaiser (asi 1761 - 12. prosinec 1831 Plzeň) byl plzeňský kat a pohodný.
Byl pohodný ve Volšovce u Žinkov, přihlásil se ale na uvolněné místo kata v Plzni a 19. března 1814 složil na městském magistrátu přísahu, která se nám dochovala:
Já Matěj Kaiser přísahám Bohu Všemohoucímu, že jako ustavený kat u plzeňského kriminálního soudu, pak jako pohodný slovutného města a panství Plzně budu vykonávati své povinnosti vždy věrně a svědomitě a vždy každou objevenou dobytčí nemoc ihned oznamovati; že každý obdržený rozkaz vyplním vždy dochvilně a poslušně; že nebudu u sebe trpěti žádnou podezřelou čeládku a že zejména policejní zákony ohledně omezení počtu psů, volně bez majitele pobíhajících, a jich utracování přesně vykonávati budu. K tomu mi dopomáhej Bůh.
Matěj Kaiser, 
Byl znám jako velice dobrý ranhojič, zvěrolékař a bylinkář. Funkci kata zastával až do své smrti, tady necelých 20 let a za tuto dobu provedl i několik poprav. Měl také kladný vztah k alkoholu. A proto se mu pravděpodobně jeho poslední poprava nepovedla a odsouzeného musel dokonce vlastníma rukama uškrtit.
Zemřel 12. prosince 1831 v Plzni ve věku 70 let na zápal plic.
Zanechal po sobě tři syny. Jana, který vykonával pohodného v rodných Žinkovách, Matěje a Františka. Ten si podal žádost vykonávat funkci kata po svém otci. Žádost byla zamítnuta, protože vedení města Plzně funkci zrušila a hodlala si v případě potřeby kata pronajímat odjinud.